# Диттмер, Андреас
А́ндреас Ди́ттмер (нем. Andreas Dittmer; род. 16 апреля 1972, Нойштрелиц) — немецкий гребец на каноэ, выступал за сборную Германии на всём протяжении 1990-х и 2000-х годов. Трёхкратный олимпийский чемпион, восьмикратный чемпион мира, пятикратный чемпион Европы, двукратный чемпион мира среди юниоров, 46-кратный чемпион Германии. Один из сильнейших каноистов-спринтеров своего поколения.

## Биография
Андреас Диттмер родился 16 апреля 1972 года в городе Нойштрелиц, федеральная земля Мекленбург-Передняя Померания. Активно заниматься греблей начал в раннем детстве, проходил подготовку в Нойбранденбурге в одноимённом спортивном клубе.
Первого серьёзного успеха на международном уровне добился в 1991 году, когда побывал на чемпионате мира в Париже и привёз оттуда награду бронзового достоинства, выигранную в заезде четырёхместных каноэ на дистанции 500 метров. Два года спустя на мировом первенстве в Копенгагене получил две бронзовые медали, в полукилометровой гонке двоек и в десятикилометровой гонке одиночек. На чемпионате мира 1994 года в Мехико вместе с партнёром по команде Гунаром Кирхбахом завоевал титул чемпиона мира, одержав победу в километровом зачёте каноэ двоек. Ещё через год вновь взял две бронзы на аналогичных соревнованиях в Дуйсбурге: в двойках на пятистах и тысяче метров. Благодаря череде удачных выступлений удостоился права защищать честь страны на летних Олимпийских играх 1996 года в Атланте — с тем же Кирхбахом одолел всех соперников в километровой дисциплине и стал олимпийским чемпионом.
В 1997 году на чемпионате мира в канадском Дартмуте Диттмер во второй раз заслужил звание чемпиона мира, на сей раз в одиночном каноэ на тысяче метров. В следующем сезоне в венгерском Сегеде был серебряным и бронзовым призёром, занял второе место на 500 м и третье на 1000 м соответственно. В 1999 году в Милане показал примерно те же результаты, только наоборот на пятистах метрах выиграл бронзу, а на тысяче серебро. Будучи одним из лидеров сборной, прошёл квалификацию на Олимпийские игры 2000 года в Сидней, где в одиночках завоевал бронзу на пятистах метрах и золото на тысяче.
На трёх последующих чемпионатах мира Андреас Диттмер неизменно становился чемпионом в одиночной километровой дисциплине, а в 2003 году на первенстве мира в американском Гейнсвилле выиграл также пятисотметровую дисциплину, прервав серию из четырёх побед знаменитого россиянина Максима Опалева. На чемпионатах Европы немец тоже не знал поражений на своей коронной километровой дистанции, в то время как на пятистах метрах четыре года подряд выигрывал только серебро. В 2004 году отправился на Олимпиаду в Афины, на 500 м добыл третью в карьере золотую олимпийскую медаль, считался главным фаворитом и в программе 1000 м, тем не менее, в решающем заезде неожиданно уступил молодому испанцу Давиду Калю.
После трёх Олимпиад Диттмер остался в основном составе немецкой национальной сборной и продолжил принимать участие в крупнейших международных регатах. Так, в 2005 году на чемпионате мира в хорватском Загребе он сделал ещё один золотой дубль, одержав победу сразу в двух смежных дисциплинах: C-1 500 м и C-1 1000 м. Год спустя в Сегеде стал серебряным призёром на тысяче метров, потерпев поражение от никому не известного мексиканца Эверардо Кристобаля, ещё через год повторил этот результат на домашнем первенстве мира в Дуйсбурге, на сей раз на пятистах метрах уступил Калю. Прошёл отбор на Олимпийские игры 2008 года в Пекин, однако попасть здесь в число призёров не смог, на полукилометровой дистанции добрался только до стадии полуфиналов, тогда как на километровой в финале финишировал восьмым. В 2009 году принял решение завершить карьеру профессионального спортсмена, имея на счету в общей сложности 22 медали чемпионатов мира.
В 2008 году стал чемпионом Канады в гребле на военном каноэ (C-15).
Его младшая сестра Аня Диттмер является известной триатлонисткой, принимала участие в четырёх летних Олимпиадах, чемпионка Европы, обладательница Кубка мира по триатлону.